# Chloe Sutton
Chloe Sutton (Vandenberg Air Force Base (Californië), 3 februari 1992) is een Amerikaanse zwemster. Ze vertegenwoordigde haar vaderland op de Olympische Zomerspelen 2008 in Peking en op de Olympische Zomerspelen 2012 in Londen.

## Carrière
Bij haar internationale debuut, op de Pan Pacific kampioenschappen zwemmen 2006 in Victoria, veroverde Sutton de gouden medaille op de 10 kilometer. Tijdens de wereldkampioenschappen zwemmen 2007 in Melbourne eindigde de Amerikaanse als twaalfde op de 5 kilometer en als achtentwintigste op de 10 kilometer. In Rio de Janeiro nam Sutton deel aan de Pan-Amerikaanse Spelen 2007, op dit toernooi sleepte ze de gouden medaille in de wacht op de 10 kilometer.
Op de wereldkampioenschappen openwaterzwemmen 2008 in Sevilla legde de Amerikaanse op de 5 kilometer beslag op de bronzen medaille. Tijdens de Olympische Zomerspelen van 2008 in Peking eindigde Sutton als tweeëntwintigste op de 10 kilometer.
In Rome nam de Amerikaanse deel aan de wereldkampioenschappen zwemmen 2009, haar eerste internationale in het zwembad. Op dit toernooi eindigde ze als achtste op de 1500 meter vrije slag, op de 400 en de 800 meter vrije slag strandde ze in de series.
Tijdens de Pan Pacific kampioenschappen zwemmen 2010 in Irvine veroverde Sutton de gouden medaille op de 400 meter vrije slag en de zilveren medaille op de 800 meter vrije slag, daarnaast werd ze uitgeschakeld in de series van de 200 meter vrije slag. Op de wereldkampioenschappen kortebaanzwemmen 2010 in Dubai eindigde ze als vierde op de 400 meter vrije slag en als zevende op de 800 meter vrije slag.
In Shanghai nam Sutton deel aan de wereldkampioenschappen zwemmen 2011. Op dit toernooi eindigde ze als vierde op de 800 meter vrije slag, daarnaast strandde ze in de series van zowel de 400 als de 1500 meter vrije slag.
Tijdens de Olympische Zomerspelen van 2012 in Londen werd de Amerikaanse uitgeschakeld in de series van de 400 meter vrije slag. Op de wereldkampioenschappen kortebaanzwemmen 2012 in Istanboel sleepte Sutton de bronzen medaille in de wacht op de 400 meter vrije slag en de bronzen medaille op de 800 meter vrije slag.

## Internationale toernooien
| Jaar | Olympische Spelen    | WK langebaan                                                | WK open water   | WK kortebaan                          | PanPacs                                                 | Pan-Ams          |
| ---- | -------------------- | ----------------------------------------------------------- | --------------- | ------------------------------------- | ------------------------------------------------------- | ---------------- |
| 2006 |                      |                                                             | geen deelname   | geen deelname                         | 10 km open water                                        |                  |
| 2007 |                      | 12e 5 km open water 28e 10 km open water                    |                 |                                       |                                                         | 10 km open water |
| 2008 | 22e 10 km open water |                                                             | 5 km open water | geen deelname                         |                                                         |                  |
| 2009 |                      | 13e 400m vrije slag 10e 800m vrije slag 8e 1500m vrije slag |                 |                                       |                                                         |                  |
| 2010 |                      |                                                             | geen deelname   | 4e 400m vrije slag 7e 800m vrije slag | 23e 200m vrije slag · 400m vrije slag · 800m vrije slag |                  |
| 2011 |                      | 9e 400m vrije slag 4e 800m vrije slag 9e 1500m vrije slag   |                 |                                       |                                                         | geen deelname    |
| 2012 | 10e 400m vrije slag  |                                                             |                 | 400m vrije slag · 800m vrije slag     |                                                         |                  |
| 2013 |                      | 10e 400m vrije slag 6e 800m vrije slag 8e 1500m vrije slag  | geen deelname   |                                       |                                                         |                  |

## Persoonlijke records
Bijgewerkt tot en met 11 augustus 2013
Kortebaan
| Afstand         | Tijd    | Datum            | Plaats   |
| --------------- | ------- | ---------------- | -------- |
| 200m vrije slag | 2.07,29 | 3 februari 2006  | New York |
| 400m vrije slag | 3.58,07 | 16 december 2011 | Atlanta  |
| 800m vrije slag | 8.14,04 | 10 augustus 2013 | Berlijn  |

Langebaan
| Afstand          | Tijd     | Datum            | Plaats       |
| ---------------- | -------- | ---------------- | ------------ |
| 200m vrije slag  | 1.59,38  | 18 februari 2011 | Columbia     |
| 400m vrije slag  | 4.04,18  | 26 juni 2012     | Omaha        |
| 800m vrije slag  | 8.23,24  | 25 juni 2013     | Indianapolis |
| 1500m vrije slag | 16.04,72 | 29 juli 2013     | Barcelona    |